# Bleidenrod
Bleidenrod ist ein Stadtteil von Homberg (Ohm) im mittelhessischen Vogelsbergkreis.

## Geographie

### Geographische Lage
Das Haufendorf liegt am Rande des Vogelsbergs im Tal des Fuchsbaches. Im Osten verläuft die Bundesautobahn 5.

### Nachbarorte
|           | Wäldershausen                               | Nieder-Gemünden |
| Büßfeld   | Kompassrose, die auf Nachbargemeinden zeigt |                 |
| Bernsfeld | Windhain                                    | Burg-Gemünden   |

## Ortsgeschichte

Urkunde der Ersterwähnung Bleidenrods vom 28. September 1289

### Mittelalter
Die Siedlungsgeschichte datiert die Ortsgründung in die Phase des Landesausbaus im Hochmittelalter.
Die erste urkundliche Erwähnung stammt aus dem Jahre 1289: „super bonis quibusdam in Blidenrot.“ berichtet von einer Besitzstreitigkeit zwischen dem Ritter Rupert von Langenstein und dem Kloster Wirberg bei Grünberg.
Der Marschall des Landgrafen sowie weitere Ritter und Amtsleute bezeugten darin eine Abtretung der hiesigen Güter an das Kloster gegen 3 Mark, die der Ritter Rupert als Abfindung erhielt. Ausgestellt wurde die Urkunde am „Vorabend des Tages des Erzengels Michael“, also am 28. September 1289.
Der Ortsname Bleidenrod beruht entweder auf dem Rufnamen „Blido“ oder es abgeleitet von dem mittelhochdeutschen Adjektiv „blide“, welches substantiviert „Der Fröhliche, Milde, Gütige“ bedeutet, wie es im Namen des Benediktinerklosters Bleidenstadt bei Wiesbaden vorliegt.
Im Mittelalter gehörte der Ort zu Grafschaft Ziegenhain.
1450 starb der letzte Graf von Ziegenhain und Nidda kinderlos. Nach einer Vereinbarung mit den Landgrafen von Hessen fiel in diesem Fall das Erbe an die Landgrafschaft Hessen.
Aber erst 1495 konnte ein Erbstreit mit den Grafen von Hohenlohe beigelegt werden, indem die hessischen Landgrafen die Hohenloher mit 9000 Gulden für die beiden Grafschaften abfanden.

### Neuzeit
Erst 1582 finden wir im Salbuch des Amtes Burg-Gemünden die Landgrafen von Hessen und die Rau von Holzhausen als bedeutende Grundbesitzer im Ort.
Die Fachwerkkirche wurde Anfang des 16. Jahrhunderts, noch vor der Reformation, erbaut und ist damit die älteste Fachwerkkirche in Oberhessen.
1718 wurde ein größerer Umbau durchgeführt. 1775 wurden der Chorraum mit dem Chorbogen angebaut und im Kirchenschiff zwei Rundsäulen eingezogen. Der Innenraum der Kirche hat neben dem unteren Gestühl eine dreiseitige Empore mit Brüstungsmalereien, die Jesus Christus, die Apostel und die Evangelisten darstellen. Das Geläut besteht aus zwei Glocken. Renovierungen erfolgten 1825, 1834, 1913/14, 1951, 1970–1972 und zuletzt 2019/20.
Obwohl das genaue Baujahr unbekannt ist, feierte die Kirchengemeinde beim Gottesdienst zum Erntedankfest am 5. Oktober 2014 den 500. Geburtstag der Kirche.

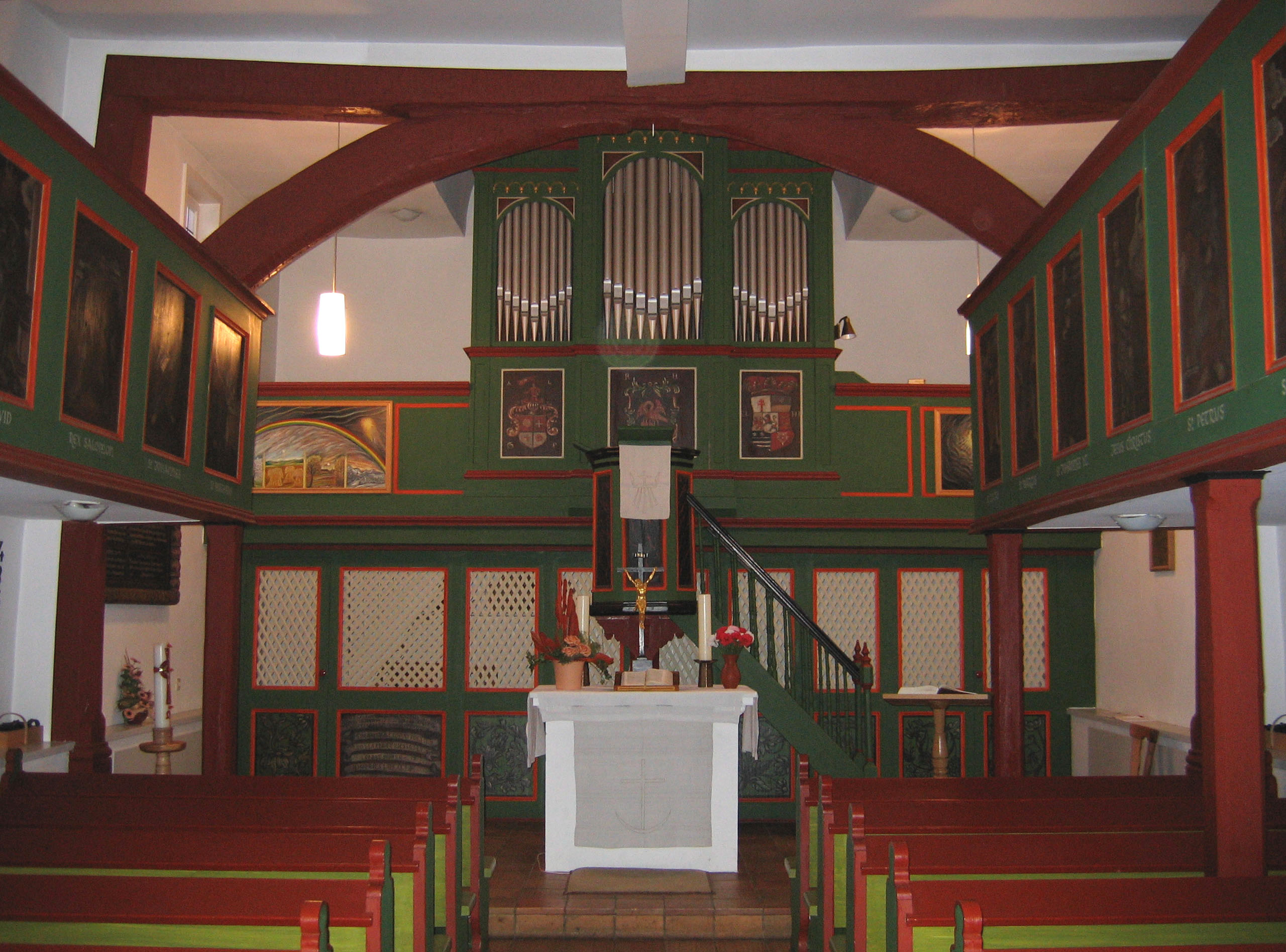
Innenansicht der Kirche

Im Salbuch über Amt und Schloß Burggkemunden aus dem Jahr 1582, findet sich folgender Eintrag:

„Bleydenrod, ein Dorf ohne alle Mittel ins Amt Burggemunden gehörig, dem Landgrafen zuständig. Die Vornehmsten und Verständigsten sagen 1582 aus: im Dorf Bleydenrod hat der Landgraf alle hohe Oberherrlich- und Gerechtigkeit, Gebot, Verbot, Dienst, Folge, Steuer und was sonst derselben anhängig ist, hergebracht.“

Die Statistisch-topographisch-historische Beschreibung des Großherzogthums Hessen berichtet 1830 über Bleidenrod:

„Bleidenrod (L. Bez. Kirtorf) evangel. Filialdorf; liegt 3 St. von Kirtorf, hat 55 Häuser und 359 Einw., die bis auf 3 Kath. evangelisch sind. Der Ort hat eine Kirche, hieß früher Blydenrade, und gehörte zum Kirchengebiete von Oberofleiden.“

### Bürgermeister
Nach der Eigenständigkeit von Bleidenrod als Gemeinde wurde 1829 Matthäus Lein als Großherzoglicher Beigeordneter genannt. 1836 erfolgte die Erhebung einer Bürgermeisterei. Die Verpflichtung des bisherigen Beigeordneten Matthäus Lein erfolgte am 21. Februar 1837.
- 1837–1849 Matthäus Lein (* 14. August 1790 in Bleidenrod; † 11. April 1864 in Bleidenrod)
- 1849–1884 Johann Conrad Lein III. (* 16. September 1822 in Bleidenrod; † 21. Januar 1884 in Bleidenrod; starb im Amt)
- 1884–1889 Johann Conrad Lein IV. (* 24. Dezember 1836 in Bleidenrod; † 9. April 1930 in Bleidenrod)
- 1889–1914 Lorenz Lein II. (* 4. April 1852 in Bleidenrod; † 30. August 1914 in Bleidenrod; starb im Amt)
- 1914–1917 Vakanz (Die Amtsgeschäfte führte der erste Beigeordnete August Schultheiß, * 21. März 1865 in Bleidenrod; † 29. Januar 1947 in Bleidenrod)
- 1917–1919 Vakanz (Die Amtsgeschäfte führte Karl Lein III.; s. u.)
- 1919–1925 Karl Lein III. (* 18. Juli 1877 in Bleidenrod; † 7. Juni 1958 in Bleidenrod)
- 1925–1945 Karl Schultheiß (* 9. Januar 1894 in Bleidenrod; † 8. Mai 1982 in Bleidenrod; Absetzung durch die amerikanische Militärregierung)
- 1945–1948 Vakanz (Die Amtsgeschäfte führte Johannes Wilhelm Braun, * 11. März 1894 in Dorf-Güll; † 12. September 1972 in Bleidenrod)
- 1948–1971 Heinrich Jung (* 4. November 1913 in Bleidenrod; † 1. September 1987 in Bleidenrod)

Hessische Gebietsreform (1970–1977)
Zum 1. Oktober 1971 wurde die bis dahin selbständige Gemeinde Bleidenrod im Zuge der Gebietsreform in Hessen zeitgleich mit zehn weiteren Gemeinden auf freiwilliger Basis als Stadtteil in die Stadt Homberg (Ohm) – damals noch mit dem Namen Homberg (Kreis Alsfeld) – eingegliedert.
Für alle durch die Gebietsreform nach Homberg eingegliederten Gemeinden und die Kernstadt wurden Ortsbezirke mit Ortsbeirat und Ortsvorsteher nach der Hessischen Gemeindeordnung gebildet.

### Ortsvorsteher
Quelle: Homberg-Bleidenrod – Bilder und Texte zur Geschichte eines Ortes, 1989
- 1971–1975 Heinrich Jung (* 4. November 1913 in Bleidenrod; † 1. September 1987 in Bleidenrod)
- 1975–1985 Emil Heinrich August Erb (* 8. Januar 1917 in Büßfeld; † 3. September 2006 in Alsfeld)
- 1985–1993 Rudi Tribula (* 1. August 1951 in Bleidenrod)
- 1993–1997 Wolfgang Specht (* 11. März 1947 in Ehringshausen)
- 1997–2006 Dirk Kraft (* 21. August 1961 in Alsfeld; † 29. Januar 2011)
- 2006–2011 Rudi Tribula (s. o.)
- 2011–2016 Kai Widauer (* 25. Dezember 1975 in Lich)
- seit 2016 Andreas Buch (* 15. Februar 1968 in Gießen)

### Verwaltungsgeschichte im Überblick
Die folgende Liste zeigt die Staaten und Verwaltungseinheiten, denen Bleidenrod angehörte:

- vor 1450: Heiliges Römisches Reich, Grafschaft Ziegenhain
- 1450–1495: Erbstreit zwischen der Landgrafschaft Hessen und den Grafen von Hohenlohe
- ab 1450: Heiliges Römisches Reich, Landgrafschaft Hessen, Amt Burggemünden
- ab 1567: Heiliges Römisches Reich, Landgrafschaft Hessen-Marburg, Amt Burggemünden[18]
- 1604–1648: Heiliges Römisches Reich, strittig zwischen Landgrafschaft Hessen-Darmstadt und Landgrafschaft Hessen-Kassel (Hessenkrieg)
- ab 1604: Heiliges Römisches Reich, Landgrafschaft Hessen-Darmstadt, Oberfürstentum Hessen, Amt Burggemünden[19]
- ab 1806: Großherzogtum Hessen,[Anm. 2] Fürstentum Oberhessen, Amt Burggemünden[20][21]
- ab 1815: Großherzogtum Hessen[Anm. 3], Provinz Oberhessen, Amt Homberg an der Ohm[22]
- ab 1821: Großherzogtum Hessen, Provinz Oberhessen, Landratsbezirk Kirtorf[23][Anm. 4]
- ab 1832: Großherzogtum Hessen, Provinz Oberhessen, Kreis Alsfeld
- ab 1848: Großherzogtum Hessen, Regierungsbezirk Alsfeld
- ab 1852: Großherzogtum Hessen, Provinz Oberhessen, Kreis Alsfeld
- ab 1867: Norddeutscher Bund[Anm. 5], Großherzogtum Hessen, Provinz Oberhessen, Kreis Alsfeld
- ab 1871: Deutsches Reich, Großherzogtum Hessen, Provinz Oberhessen, Kreis Alsfeld
- ab 1918: Deutsches Reich (Weimarer Republik), Volksstaat Hessen, Provinz Oberhessen, Kreis Alsfeld
- ab 1938: Deutsches Reich, Volksstaat Hessen, Landkreis Alsfeld[24][Anm. 6]
- ab 1945: Amerikanische Besatzungszone,[Anm. 7] Groß-Hessen, Regierungsbezirk Darmstadt, Landkreis Alsfeld
- ab 1946: Amerikanische Besatzungszone, Land Hessen, Regierungsbezirk Darmstadt, Landkreis Alsfeld
- ab 1949: Bundesrepublik Deutschland, Land Hessen, Regierungsbezirk Darmstadt, Landkreis Alsfeld
- ab 1971: Bundesrepublik Deutschland, Land Hessen, Regierungsbezirk Darmstadt, Landkreis Alsfeld, Stadt Homberg (Ohm)[Anm. 8]
- ab 1972: Bundesrepublik Deutschland, Land Hessen, Regierungsbezirk Darmstadt, Vogelsbergkreis, Stadt Homberg (Ohm)
- ab 1981: Bundesrepublik Deutschland, Land Hessen, Regierungsbezirk Gießen, Vogelsbergkreis, Stadt Homberg (Ohm)

### Gerichtszugehörigkeit seit 1803
In der Landgrafschaft Hessen-Darmstadt wurde mit Ausführungsverordnung vom 9. Dezember 1803 das Gerichtswesen neu organisiert. Für die Provinz Oberhessen wurde das „Hofgericht Gießen“ als Gericht der zweiten Instanz eingerichtet. Die Rechtsprechung der ersten Instanz wurde durch die Ämter bzw. Standesherren vorgenommen und somit war für Bleidenrod das „Amt Homberg an der Ohm“ zuständig.
Das Hofgericht war für normale bürgerliche Streitsachen Gericht der zweiten Instanz, für standesherrliche Familienrechtssachen und Kriminalfälle die erste Instanz. Übergeordnet war das Oberappellationsgericht Darmstadt.
Mit der Gründung des Großherzogtums Hessen 1806 wurde diese Funktion beibehalten, während die Aufgaben der ersten Instanz 1821 im Rahmen der Trennung von Rechtsprechung und Verwaltung auf die neu geschaffenen Landgerichte übergingen. „Landgericht Homberg an der Ohm“ war daher von 1821 bis 1879 die Bezeichnung für das erstinstanzliche Gericht in Homberg an der Ohm, das für Bleidenrod zuständig war.
Anlässlich der Einführung des Gerichtsverfassungsgesetzes mit Wirkung vom 1. Oktober 1879, infolge derer die bisherigen großherzoglich hessischen Landgerichte durch Amtsgerichte an gleicher Stelle ersetzt wurden, während die neu geschaffenen Landgerichte nun als Obergerichte fungierten, kam es zur Umbenennung in „Amtsgericht Homberg an der Ohm“ und Zuteilung zum Bezirk des Landgerichts Gießen. Am 15. Juni 1943 wurde das Gericht zur Zweigstelle des Amtsgerichtes Alsfeld, aber bereits wieder mit Wirkung vom 1. Juni 1948 in ein Vollgericht umgewandelt. Am 1. Juli 1968 erfolgte die Auflösung des Amtsgerichts Homberg, und Bleidenrod wurde dem Bereich des Amtsgerichts Kirchhain zugeteilt.
1973 wechselte die Stadt Homberg an der Ohm und mit ihr Bleidenrod in den Zuständigkeitsbereich des Amtsgerichts Alsfeld.
In übergeordneten Instanzen sind jetzt das Landgericht Gießen, das Oberlandesgericht Frankfurt am Main sowie der Bundesgerichtshof als letzte Instanz.

### Einwohnerentwicklung
- 1466: 005 frondienstpflichtige Männer mit 3 Pflügen (Einwohnerzahl dürfte demnach zwischen 20 und 25 gelegen haben)[5]
- 1577: 036 Hausgesesse mit vier Wagen (entspricht etwa 150–180 Einwohnern).[1]
- 1791: 226 Einwohner[30]
- 1800: 254 Einwohner[31]
- 1806: 275 Einwohner, 49 Häuser[21]
- 1829: 359 Einwohner, 55 Häuser[12]
- 1867: 307 Einwohner, 55 bewohnte Gebäude[32]
- 1875: 330 Einwohner, 53 bewohnte Gebäude[33]

| Bleidenrod: Einwohnerzahlen von 1777 bis 2022 | Bleidenrod: Einwohnerzahlen von 1777 bis 2022 | Bleidenrod: Einwohnerzahlen von 1777 bis 2022 | Bleidenrod: Einwohnerzahlen von 1777 bis 2022 | Bleidenrod: Einwohnerzahlen von 1777 bis 2022 |
| --- | --------------------------------------------- | --------------------------------------------- | --------------------------------------------- | --------------------------------------------- |
| Jahr |                                               |                                               |                                               | Einwohner                                     |
| 1777 | 1777                                          |                                               | 242                                           | 242                                           |
| 1791 | 1791                                          |                                               | 226                                           | 226                                           |
| 1800 | 1800                                          |                                               | 254                                           | 254                                           |
| 1804 | 1804                                          |                                               | 272                                           | 272                                           |
| 1806 | 1806                                          |                                               | 275                                           | 275                                           |
| 1829 | 1829                                          |                                               | 359                                           | 359                                           |
| 1834 | 1834                                          |                                               | 352                                           | 352                                           |
| 1840 | 1840                                          |                                               | 370                                           | 370                                           |
| 1846 | 1846                                          |                                               | 322                                           | 322                                           |
| 1852 | 1852                                          |                                               | 356                                           | 356                                           |
| 1858 | 1858                                          |                                               | 348                                           | 348                                           |
| 1864 | 1864                                          |                                               | 304                                           | 304                                           |
| 1871 | 1871                                          |                                               | 301                                           | 301                                           |
| 1875 | 1875                                          |                                               | 330                                           | 330                                           |
| 1885 | 1885                                          |                                               | 336                                           | 336                                           |
| 1895 | 1895                                          |                                               | 283                                           | 283                                           |
| 1905 | 1905                                          |                                               | 276                                           | 276                                           |
| 1910 | 1910                                          |                                               | 289                                           | 289                                           |
| 1925 | 1925                                          |                                               | 267                                           | 267                                           |
| 1939 | 1939                                          |                                               | 250                                           | 250                                           |
| 1946 | 1946                                          |                                               | 327                                           | 327                                           |
| 1950 | 1950                                          |                                               | 338                                           | 338                                           |
| 1956 | 1956                                          |                                               | 268                                           | 268                                           |
| 1961 | 1961                                          |                                               | 231                                           | 231                                           |
| 1967 | 1967                                          |                                               | 226                                           | 226                                           |
| 1970 | 1970                                          |                                               | 223                                           | 223                                           |
| 1980 | 1980                                          |                                               | ?                                             | ?                                             |
| 1988 | 1988                                          |                                               | 215                                           | 215                                           |
| 1990 | 1990                                          |                                               | ?                                             | ?                                             |
| 2000 | 2000                                          |                                               | ?                                             | ?                                             |
| 2011 | 2011                                          |                                               | 180                                           | 180                                           |
| 2015 | 2015                                          |                                               | 184                                           | 184                                           |
| 2019 | 2019                                          |                                               | 177                                           | 177                                           |
| 2022 | 2022                                          |                                               | 189                                           | 189                                           |
| Datenquelle: Historisches Gemeindeverzeichnis für Hessen: Die Bevölkerung der Gemeinden 1834 bis 1967. Wiesbaden: Hessisches Statistisches Landesamt, 1968. Weitere Quellen: ; Stadt Homberg (Ohm); Zensus 2011; Homberg-Bleidenrod – Bilder und Texte zur Geschichte eines Ortes, 1989 |                                               |                                               |                                               |                                               |

### Religionszugehörigkeit
Quelle: Historisches Ortslexikon
- 1829: 356 evangelische (= 99,16 %), drei katholische (= 0,84 %) Einwohner[12]
- 1961: 219 evangelische (= 94,81 %), 7 katholische (= 3,03 %) Einwohner

## Vereine
Das kulturelle Leben im Dorf prägen folgende Vereine:
- Burschenschaft (Backhausjugend Bleidenrod)
- Freiwillige Feuerwehr
- Landfrauenverein Bleidenrod
- Obst- und Gartenbauverein
- Dorfverein Bleidenrod